# Hermann Helmers

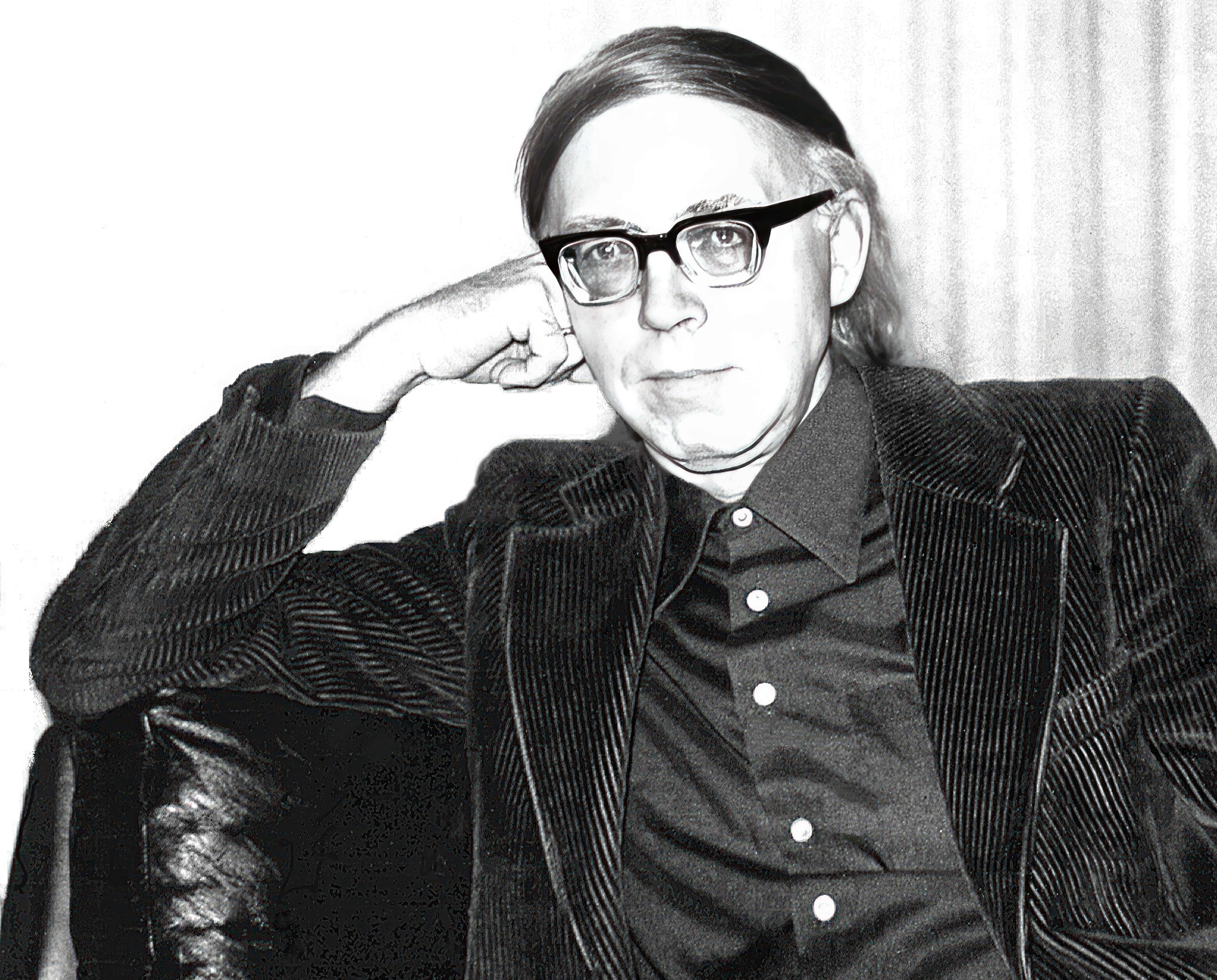
Hermann Helmers (1977)

Hermann Friedrich Helmers (* 14. August 1923 in Varel; † 10. Mai 1987 in Bad Zwischenahn) war ein deutscher Pädagoge, Germanist, Didaktiker, Literaturwissenschaftler, Linguist, Lehrerausbildungsreformer und Universitätsgründer.

## Leben und Motivationshintergründe für das Wirken von Hermann Helmers

### Jugend (1923–1942)
Hermann Helmers verlebte seine Kindheit und Jugend in Varel (Friesland). Er hat einen jüngeren Bruder (Günter Helmers). Sein Vater Hermann Martin Helmers war Volksschullehrer in Varel. Dessen Wirken beschrieb Hermann Helmers als „Engagement eines hingebungsvollen Volksbildners“ und wurde dadurch zur eigenen Lehrertätigkeit angeregt.

### Kriegsdienst und Kriegsgefangenschaft (1942–1948)
Im März 1942 wurde Hermann Helmers unmittelbar nach dem Abitur zum Kriegsdienst eingezogen. Erst sechseinhalb Jahre später, nach Kriegsdienst und Kriegsgefangenschaft, kehrte er nach Hause zurück. Den Kriegsdienst schildert er durchgehend negativ und entschied sich früh: „Ich versagte dem (Militär-)System Führungsfunktionen“. Er verließ eine ihm aufgezwungene Offiziersausbildung, wurde Funker und war noch am Ende des Krieges Obergefreiter. Die schreckliche Erfahrung des Krieges beschreibt er gemeinsam mit seiner sozialen Erfahrung als motivationsbildend für seine gesamte spätere Arbeit.

### Studium, Promotion und Familiengründung (1948–1958)
Nur Tage nach seiner Rückkehr aus der Kriegsgefangenschaft immatrikulierte sich Hermann Helmers an der Pädagogischen Hochschule Oldenburg, wo er sich zum Volksschullehrer ausbilden ließ. Die sich anschließende Lehrertätigkeit führte ihm den „staatlich aufgezwungenen Notstand der Volksbildung … drastisch vor Augen“. Aus dieser Erfahrung entwickelte sich seine Grundüberzeugung, alle Lehrer müssten wissenschaftlich ausgebildet werden; die tradierte Trennung von Lehrerausbildung für weiterführende und für Volksschulen müsse aufgegeben werden. Er begann sich für die Wissenschaft zu interessieren und studierte ab 1955 an der Universität Göttingen, wo er 1958 mit einer Dissertation zum Werk Wilhelm Raabes promovierte. Sein Doktorvater war Erich Weniger, bei dem seinerzeit auch Wolfgang Schulenberg promovierte. Hermann Helmers und Wolfgang Schulenberg befreundeten sich, was die Basis für die spätere gemeinsame, jahrelange Arbeit legte, die zur Gründung der Universität Oldenburg führte. 1958 heiratete Hermann Helmers, er bekam eine Tochter und einen Sohn (Eckard Helmers).

### Berufliche Stationen und Funktionen (1951–1987)
Von 1951 bis 1955 war er Volksschullehrer an „wenig gegliederten Landschulen“ (d. h. gemeinschaftlicher Unterricht mehrerer Altersstufen von Schülern) im Oldenburger Land.  1959–1961 erfolgte eine Rückkehr in den Schuldienst, danach wurde er Lehrbeauftragter für Deutsche Sprache und Methodik des Deutschunterrichts an der Pädagogischen Hochschule Oldenburg.  1961–1962 war er Dozent für Deutsche Sprache und Methodik des Deutschunterrichts an der Pädagogischen Hochschule Göttingen und  1962–1964 Professor für Allgemeine Didaktik an der Pädagogischen Hochschule Bonn. Helmers war seit 1964 Professor (Lehrstuhl) für Deutsche Sprache und Methodik des Deutschunterrichts an der Pädagogischen Hochschule Oldenburg, seit 1973 Universität Oldenburg. In Oldenburg entstand der größte Teil seines publikatorischen Werkes, und dort setzte er sich entscheidend für die Gründung der Universität Oldenburg ein.
Er war von 1969 bis 1973 Vorsitzender des Universitätsausschusses der Abteilung Oldenburg der Pädagogischen Hochschule Niedersachsen, von 1969 bis 1971 Mitglied der Arbeitsgemeinschaft Universität in Oldenburg des Rats der Stadt Oldenburg und von 1971 bis 1974 Mitglied (zeitweilig stellv. Vorsitzender) des Gründungsausschusses der Universität Oldenburg. 1972 lehnte er einen Ruf auf eine ordentliche Professur an der Universität Erlangen/Nürnberg ab.  Seit 1983 war er Mitglied der Beirats der Oldenburgischen Landschaft.

## Wissenschaftliches und publikatorisches Werk
(Quelle: )

### Allgemeine Einordnung
Das Schrifttum von Hermann Helmers umfasst 214 Publikationen, darunter vor allem Aufsätze, aber auch 25 Fachbücher als Alleinautor (tw. in überarbeiteten Auflagen), 7 Bücher als Mitautor, 11 herausgegebene Bücher sowie 33 Deutschbücher (als Mitautor) für den Schulunterricht und begleitende Bücher mit Unterrichtsmaterialien für Deutschlehrer.
Hermann Helmers gilt heute vor allem als Begründer der Deutschdidaktik als wissenschaftliche Disziplin. Seine Beiträge werden als Grundstein für die nachfolgenden Theorien des Literaturunterrichts gesehen. Helmers' Hauptwerk Didaktik der deutschen Sprache und Literatur  gilt als „erste systematische Entwicklung und Begründung der Aufgaben des Literaturunterrichts“ und gliedert den Deutschunterricht neu in sieben Lernbereiche.
Helmers verstand Deutschunterricht im weiteren Sinne als Mittel zur Aufklärung. Dies beinhaltete grundlegend die Ziele Gleichberechtigung, Demokratie, Frieden. Helmers hatte 1955 als Lehrer erschrocken festgestellt, dass die Kriegserfahrungen beinahe vergessen und ihre Thematisierung unerwünscht waren. Er nutzte das Thema ebenfalls als Unterrichtsgegenstand.
Bei seinen Arbeiten ließ sich Helmers von der Grundhaltung leiten, dass „Wissenschaft etwas sein sollte, das von der Praxis ausgeht und wieder zur Praxis hinführt“. Durch sein Werk zieht sich das Engagement gegen Benachteiligung: Er wandte sich gegen die Benachteiligung sozial schwacher Schüler im Deutschunterricht und in der Schulbildung allgemein, in dem er die gleichwertige wissenschaftliche Ausbildung von Lehrern aller Schulstufen (auch der Volksschullehrer) vorantrieb. Während er mit dieser Forderung in der Zeit der Bildungsexpansion in Deutschland als fortschrittlich galt, geriet er mit seinem Eintreten für die Vermittlung von Hochsprache, gerade auch unter Verwendung von Literatur im Deutschunterricht, unter anhaltende Kritik der sog. Proletkult-Anhänger, auch als Vertreter der Differenzhypothese bekannt (deren Lesart war, Mundart sei kein Defizit, nur eine Differenz zur Hochsprache). Die Differenzhypothese setzte sich in den 1970er und 1980er Jahren jedoch in den Lehrplänen des Fachs Deutsch in der Bundesrepublik Deutschland durch. Helmers sah darin vor allem eine soziale Benachteiligung von Schülern in Form verschlechterter Berufschancen und kritisierte dies anhaltend.
Schließlich wies Helmers in seinem Engagement zur Gründung einer Universität in Oldenburg und in der nachfolgenden historischen Einordnung wiederholt auf eine Benachteiligung seiner Heimatregion, des Nordwesten Niedersachsens hin: Traditionell waren alle Universitäten Niedersachsens im Südosten des Bundeslandes konzentriert, in Hannover, Braunschweig, Clausthal-Zellerfeld und in Göttingen. Selbst nach Gründung der Universitäten in Oldenburg und Osnabrück durch Landtagsbeschluss im Dezember 1973 investierte das Land Niedersachsen viel mehr Mittel in den weiteren Ausbau der Universitätsstrukturen in Südostniedersachsen (im Detail dokumentiert in der „Geschichte der Universität Oldenburg“, 1983). Helmers kritisierte in diesem Zusammenhang, dass dafür ausgerechnet auch die aus der Erdgasexploration im Weser-Ems-Gebiet reichlich sprudelnden Steuereinnahmen des Landes Niedersachsen verwendet wurden.
Helmers unterteilt seine Arbeit in seinen autobiographischen Notizen selber in vier Hauptforschungsbereiche: die Dichtung Wilhelm Raabes, der Problemkreis aus Humor, Komik und Verfremdung, die Begründung der germanistischen Didaktik als wissenschaftliche Disziplin sowie Lehrerausbildung und Hochschulpolitik.

### Arbeiten zur Dichtung Wilhelm Raabes
Helmers beschäftigte sich in 14 Publikationen, darunter vier Monographien, schwerpunktmäßig mit dem Werk von Wilhelm Raabe. Am Beginn dieser literaturwissenschaftlichen Tätigkeit stand Helmers‘ Befund aus dem Jahr 1950, dass die Literatur Wilhelm Raabes in großen Teilen verharmlost werde, indem dessen Gesellschaftskritik in „gemüthaften, alles versöhnenden Humor“ umgedeutet werde. Helmers verstand dagegen Raabes Werk primär als Kritik an der bürgerlichen Gesellschaft. und erläuterte dies schon in seiner Dissertation (1958) über „Die bildenden Mächte in den Zeitromanen Wilhelm Raabes“. Die letzte Literaturanalyse von Helmers zum Werk Wilhelm Raabes beschäftigte sich mit dem Gedicht „Einst kommt die Stunde“ aus der Novelle „Pfisters Mühle“. Die Zukunft vorwegnehmend sieht Helmers hier Raabe als „Kritiker von Umweltzerstörung“ infolge von Industrialisierung.

### Arbeiten zum Problemkreis Humor, Komik und Verfremdung
In diesem Forschungsgebiet arbeitete Helmers interdisziplinär unter Einbeziehung von Linguistik, Psycholinguistik, Literaturwissenschaft und Didaktik. Seine Untersuchungen gingen von der Beobachtung aus, dass Kinder aus anderen Anlässen lachen als Erwachsene. Helmers‘ Abschlussbefund (Kinder lachen aus Erkenntnis der sozial gesetzten Normen) widersprach der damals einzigen, in den USA veröffentlichten Interpretation kindlichen Humors. Über 2000 in verschiedenen Regionen der Bundesrepublik Deutschland gesammelte Belege zum kindlichen Humor analysierte und interpretierte Helmers in seinem Buch „Sprache und Humor des Kindes“. Er definierte Komik „als Spiel mit gesellschaftlich bedingten Normen …, das sich dialektisch, je nach gesellschaftlich-historischer und individueller Situation, zwischen sozialer Integration und sozialer Emanzipation bewegt“. „Sprache und Humor des Kindes“ war Helmers‘ Buchpublikation mit dem größten Echo im In- und Ausland, unter anderem einer mehrseitigen Besprechung in der New York Times vom 15. September 1968. Darauf folgte eine Parallelerhebung zum kindlichen Humor im US-Bundesstaat Oregon, welche die gefundene Definition zumindest für den englischen Sprachraum bestätigte.
Des Weiteren forschte Helmers zum Überschneidungsbereich von Lyrik und Komik und schlug hierfür den Begriff „Lyrischer Humor“ vor, dessen Erscheinungsformen er literaturwissenschaftlich analysierte und vielfältig in Unterrichtsmodelle implementierte.
In einem dritten Teilaspekt des Forschungsgebietes der Komik befasste Helmers sich mit dem Mittel der Verfremdung in der Literatur, worüber er eine Monographie vorlegte und dessen Verwendung er in einer Reihe von Aufsätzen speziell bei Wilhelm Raabe, Bertolt Brecht und Heinrich Böll untersuchte.

### Didaktik der deutschen Sprache und Literatur
Die „Begründung der Didaktik der deutschen Sprache und Literatur als wissenschaftliche Disziplin“ ist Helmers nach heutiger Einordnung gelungen. Dies sah Helmers als Voraussetzung für einen hochwertigen Deutschunterricht abseits der höheren Schulen mit dem Ziel der „Überwindung klassenspezifischer Benachteiligungen“. Hiermit beabsichtigte er insbesondere die Loslösung von einer „volkstümlichen Bildungstheorie“ des 19. Jahrhunderts, welche auch noch nachdrücklich im Faschismus verfolgt wurde. Die wissenschaftliche Gesamtgliederung der Deutschdidaktik erreichte Helmers mit seinem Buch „Didaktik der deutschen Sprache und Literatur“, das er von 1966 bis 1984 in 11 jeweils stark überarbeiteten Auflagen vorlegte. Das Buch hatte eine für ein Fachbuch dieser Art hohe Gesamtauflage von rund 60.000 Exemplaren. Zum Bereich Didaktik der deutschen Sprache und Literatur zählen darüber hinaus folgende weitere Schwerpunkte in Helmers‘ Werk:
- (Deutsch-)Lehrerausbildung (sieben Publikationen)
- Literaturdidaktik (16 Publikationen)
- Geschichte des Deutschunterrichts
- Erarbeitung von Unterrichtsmodellen für den Literaturunterricht (insbesondere die Schulbuchreihen Lesebuch C und Lesestücke)
- Arbeiten zu sprachlichen und literarischen Lernprozessen außerhalb der Schule, wie Spracherwerb im Vorschulalter, Rezeption von Trivial- und Reklameliteratur, Rezeption von Kinder- und Jugendliteratur, Hochsprache und Dialekt, lehrhafte Elemente der Dichtung (12 Publikationen)

### Lehrerausbildungsforschung
Im Geburtsjahr Helmers‘ (1923) wurde im Deutschen Reich das in der Weimarer Verfassung vorgegebene Ziel, die Lehrerausbildung für das Reich einheitlich zu regeln, unter dem Druck finanzieller Not aufgegeben. Helmers sah sich in der Tradition dieses alten Verfassungsauftrages und analysierte die Entwicklungen im historischen Kontext in sieben seiner Veröffentlichungen. Die Geschichte der Lehrerausbildung im (Groß-)Herzogtum Oldenburg untersuchte er exemplarisch bis zurück ins 18. Jahrhundert.

## Arbeiten zur Gründung der Universität Oldenburg und Gründungsausschuss der Universität Oldenburg (1964–1974)
Die Stadt Oldenburg hat 1959 erstmals bei Landesregierung und Landtag des Landes Niedersachsen den Antrag gestellt, in Oldenburg eine Universität einzurichten. Doch erst die Bildungsexpansion der 1960er Jahre schaffte dafür die Voraussetzungen. Hermann Helmers und Wolfgang Schulenberg gelten als zentrale Gestalter im Vorbereitungsprozess der Universitätsgründung. Sie entwickelten dazu in Oldenburg eine mehrstufige Strategie mit dem Ziel, die vorhandene Lehrerausbildung zu einer Universität weiterzuentwickeln. Die Gründung einer Universität in Oldenburg als zweite Institution neben der vorhandenen Pädagogischen Hochschule erschien ihnen dagegen auch aus finanziellen Gründen unrealistisch.
Hermann Helmers unterscheidet im Rückblick drei Phasen der Universitätsgründung: die Vorbereitungsphase (ab 1964), die Aktionsphase (ab 1966) und nachfolgend eine Realisationsphase, jeweils durch eine Vielzahl von Publikationen, Memoranden, Briefen, Besprechungen und Resolutionen gekennzeichnet. Als ersten Schritt schlug Helmers 1966 die Zusammenfassung der acht pädagogischen Hochschulen Niedersachsens zu einer einzigen wissenschaftlichen Hochschule (Pädagogische Hochschule Niedersachsen, PHN) vor, was zunächst auf Skepsis traf. Am 1. April 1969 wurde diese PHN jedoch bereits Realität, ihr erster Rektor war Wolfgang Schulenberg. Im Jahr 1971 wurde der PHN das Promotionsrecht verliehen. Damit war das Ziel erreicht, die Lehrerausbildung durchgängig zu verwissenschaftlichen. Helmers und Schulenberg betrachteten die PHN (Abteilung Oldenburg) von Anfang an jedoch als Durchgangsstadium zur Universitätsgründung. Bereits seit 1969 war Helmers Vorsitzender des Universitätsausschusses der Abteilung Oldenburg der Pädagogischen Hochschule Niedersachsen, welcher einen „Strukturplan Universität Oldenburg“ erarbeitete. Nur wenige Tage nach Gründung der PHN übergab Helmers dem niedersächsischen Ministerpräsidenten Georg Diederichs ein von ihm und Wolfgang Schulenberg erarbeitetes Memorandum „Ausbau der Pädagogischen Hochschule Niedersachsen zur Universität“.
Der Gründungsausschuss der Universität Oldenburg nahm wiederum nur zwei Jahre später (1971) seine Arbeit auf. Helmers gehörte ihm bis zu seiner Auflösung 1974 an, zeitweise als stellvertretender Vorsitzender. Aufgrund der damals geltenden „Drittelparität“ in Hochschulgremien war der Vorsitzende ein Assistent. Die Arbeit im Gründungsausschuss war kräftezehrend. Das lag an der seinerzeit in der Bundesrepublik Deutschland allgemein und an Hochschulen im Besonderen aufgeheizten politischen Stimmung, aber auch an der wiederkehrenden Bedrohung in Form teils drastischer Mittelkürzungen durch die Landesregierung für die Universität Oldenburg, die schließlich im April 1974 ihren Studienbetrieb aufnahm. Viele der zugesagten Studiengänge wurden wieder gestrichen, wofür Helmers letztlich den Widerstand der Universitäten Südostniedersachsens verantwortlich machte.

## Veröffentlichungen (Auswahl)

### Als Autor
- Didaktik der deutschen Sprache. Einführung in die Theorie der muttersprachlichen und literarischen Bildung. Klett, Stuttgart 1966
- Geschichte der Universität Oldenburg. Holzberg und Bibliotheks- und Informationssystem der Universität, Oldenburg 1983
- Wilhelm Raabe. (= Sammlung Metzler Bd. 71) Metzler, Stuttgart 1968
- Sprache und Humor des Kindes. Klett, Stuttgart 1965
- Lyrischer Humor. Strukturanalyse und Didaktik der komischen Versliteratur. Klett, Stuttgart 1971
- Geschichte des deutschen Lesebuchs in Grundzügen. Klett, Stuttgart 1970
- mit Juliane Eckhardt: Theorien des Deutschunterrichts. (= Wege der Forschung Bd. 541) Wiss. Buchgesellschaft, Darmstadt 1980
- (Mitautor): Strukturplan der Universität Oldenburg. Holzberg-Verlag, Oldenburg 1970

### Als Herausgeber
- Raabe in neuer Sicht. (= Sprache und Literatur Bd. 48) Kohlhammer, Stuttgart 1968
- Verfremdung in der Literatur. (= Wege der Forschung Bd. 551) Wiss. Buchgesellschaft, Darmstadt 1984